# Олимпийский (стадион, Киев)
Национа́льный спорти́вный ко́мплекс «Олимпи́йский» (укр. Національний спортивний комплекс «Олімпійський»; ранее — Стадион имени Хрущёва, до 1980 года — Киевский Центральный стадион, до 1996 года — Республиканский стадион) — многофункциональная спортивная арена для проведения футбольных матчей и легкоатлетических соревнований, культурно-развлекательных и любых других массовых мероприятий. 
Одноимённый стадион комплекса является главной спортивной ареной Украины и одним из крупнейших стадионов Европы. Обновлённая арена имеет статус стадиона категории «элит» и вместимость — 70 050 мест.
На футбольном поле НСК «Олимпийский» проходили футбольные матчи Олимпийских игр 1980, 5 матчей Евро-2012 (в том числе финал), а также в 2018 году стадион принял финал Лиги чемпионов УЕФА.
«Олимпийский» входил в государственный концерн «Спортивные арены Украины».
Генеральным директором НСК «Олимпийский» является Валентин Николаевич Груздев.

## Расположение
Адрес стадиона: г. Киев, ул. Большая Васильковская, 55 (Печерский район).
Расположен в центре города, на склонах Черепановой горы. Ближайшие станции метро — Олимпийская (200 м) и Дворец спорта (300 м).
Стадион находится в 3 км от Центрального железнодорожного вокзала, в 9 км от Международного аэропорта «Киев» и в 29 км от Международного аэропорта «Борисполь» — главных воздушных ворот Украины.

## История

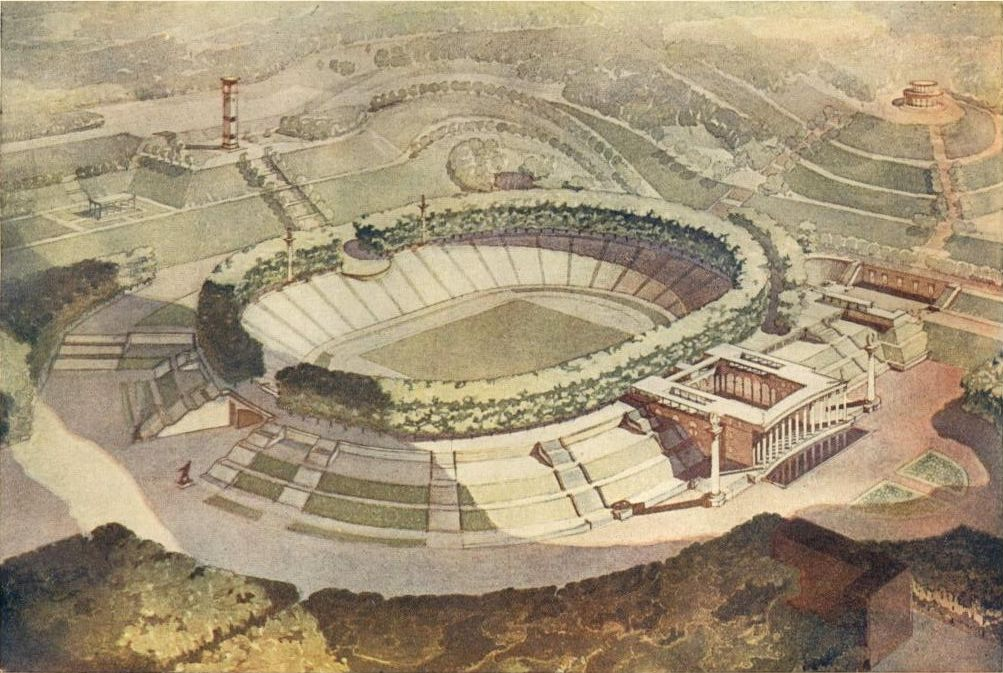
Стадион. Архитектор М. Гречина и другие

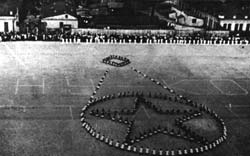
Церемония открытия «Красного стадиона имени Л. Троцкого» в 1923 году

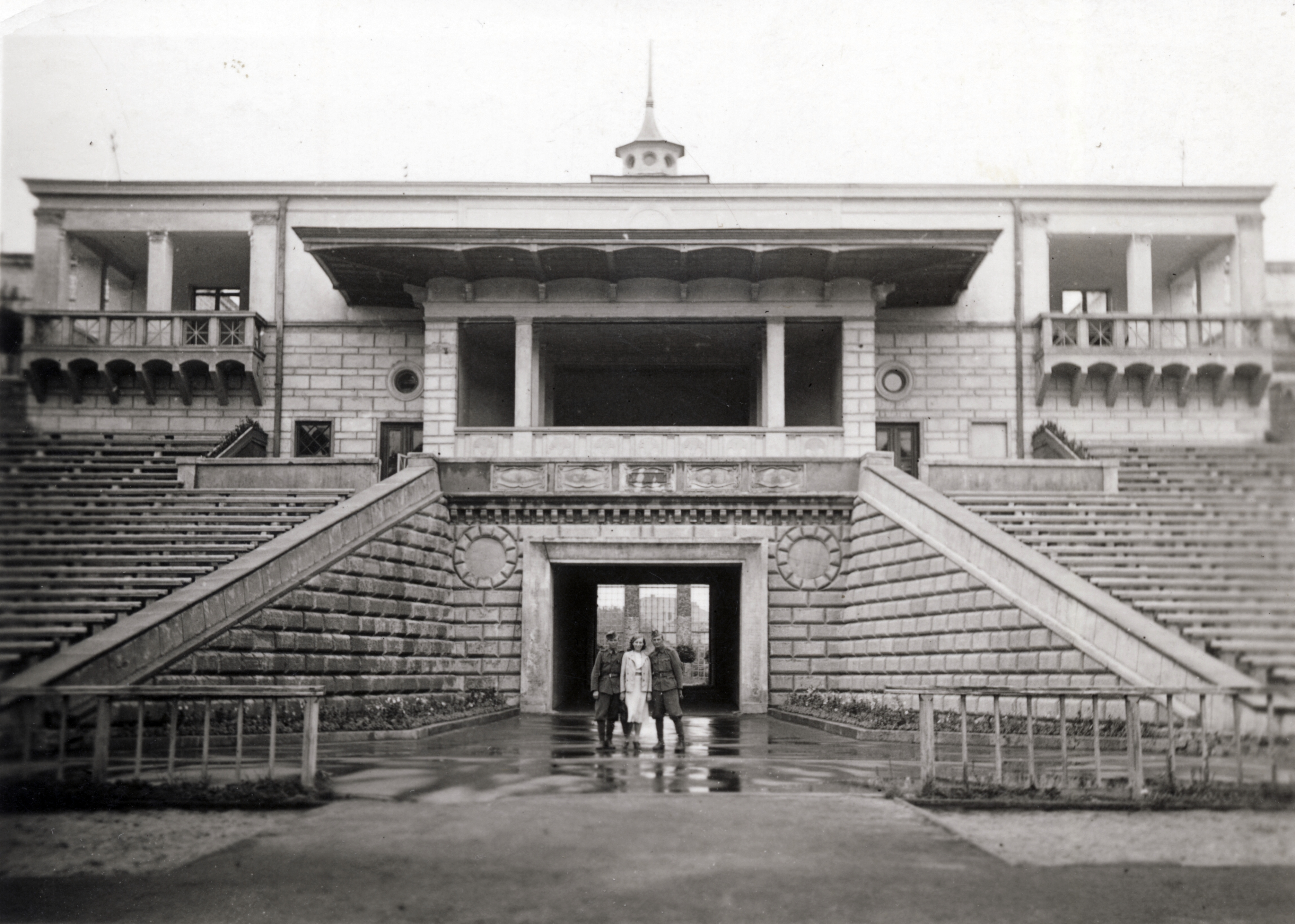
Всеукраинский стадион, 1942 год

Вопрос о возведении спортивных площадок и стадиона был поставлен ещё в 1914 году, однако тогда помешала Первая мировая война.
После окончательного утверждения советской власти в 1922 году на месте Алексеевского парка был сооружён «Красный стадион имени Л. Троцкого».
Стадион был торжественно открыт 12 августа 1923 года. Проект стадиона разработал молодой инженер Л. И. Пильвинский. Для южной и восточной трибун использовали склоны Черепановой горы.
Через одиннадцать лет Киев стал столицей Украинской ССР, поэтому городу потребовался более вместительный стадион. В 1936 году была начата реконструкция. По проекту архитектора М. И. Гречины вместительность нового стадиона должна была составлять 50 000 зрительских мест. Открытие стадиона, по сути построенного заново, было намечено на 22 июня 1941 года, но из-за Великой Отечественной войны состоялось только 12 июля 1942 года. В матче открытия киевская команда «Рух» одолела команду немецкой воинской части ДV, а сам стадион по решению городского главы был официально переименован во Всеукраинский стадион.

## Прежние названия

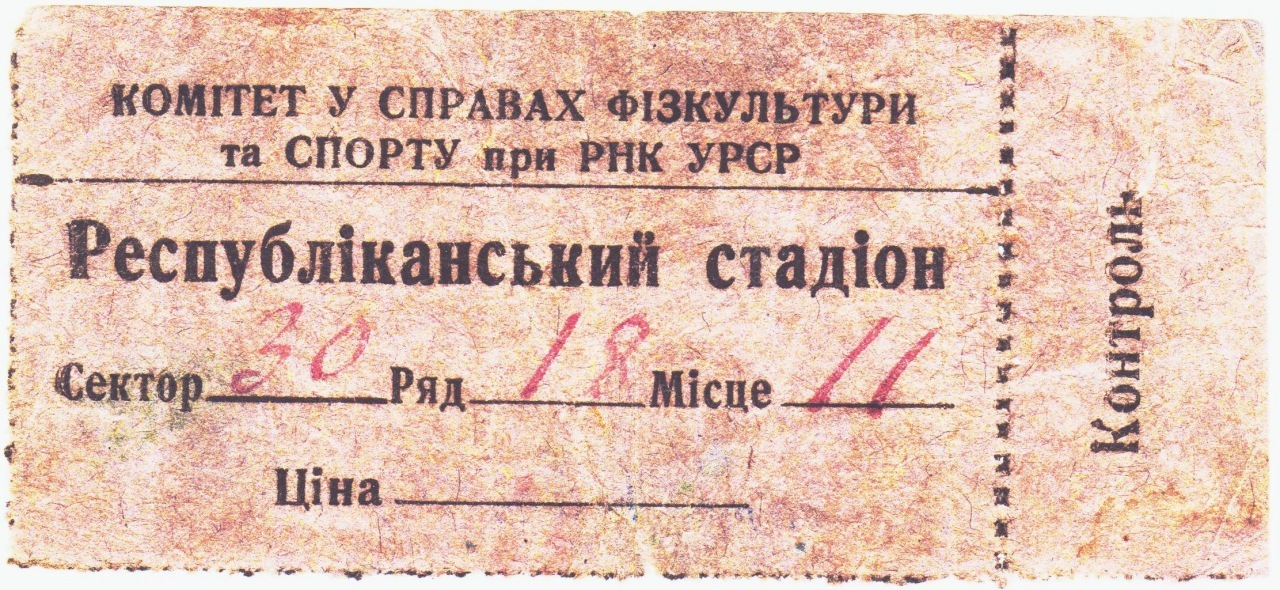
Билет на открытие стадиона, назначенное на 22 июня 1941 года. Из-за начала войны церемонию открытия отложили до лучших времён

- 1923—1924 — Красный стадион имени Льва Троцкого
- 1924—1935 — Красный стадион
- 1935—1938 — Республиканский стадион имени Станислава Косиора
- 1938—1941 — Республиканский
- 1941 — Республиканский стадион имени Никиты Хрущёва
- 1941—1943 — Всеукраинский стадион
- 1943—1962 — Республиканский стадион имени Никиты Хрущёва
- 1962—1979 — Центральный стадион
- 1979—1996 — Республиканский стадион
- 1996 — настоящее время — НСК «Олимпийский»

## Реконструкции

### 1966—1967 годов
В рамках подготовки к празднованию 50-летия Октябрьской Революции, на протяжении 1966—1967 годов была проведена масштабная реконструкция — на футбольном стадионе был достроен 2-й ярус трибун. На территории спортивного объекта были построены: крытый зал для тенниса, гандбола, волейбола, открытые теннисные корты, поле для легкоатлетических метаний, трамплин для прыжков на лыжах, ледовый комплекс с надувной крышей, тренировочный трамплин для прыжков на лыжах. Футбольный стадион теперь вмещал 100 000 зрителей. Над западной трибуной был надстроен РИК (репортажный и комментаторский комплекс).

### 1977—1980 годов
В 1977—1980 годах на спортивном комплексе, переименованном в 1980 году в «Республиканский стадион», была проведена реконструкция в связи с подготовкой к Олимпийским играм 1980 года. Спортивный комплекс был реконструирован и обновлён: на ледовом комплексе была установлена жёсткая крыша, построен новый вантовый трамплин для прыжков на лыжах (теперь их стало 2) с искусственным покрытием позволявшим проводить тренировки летом. На футбольном стадионе была установлена чаша для олимпийского огня, обновлены табло и установлены новые осветительные опоры оригинальной конструкции высотой 82 метра и имевшие по 132 лампы, мощностью по 3,5 кВт.
На легкоатлетическом ядре гаревая дорожка была заменена синтетической.
При обновлении сидений была сохранена вместительность: 100 062 посадочных места и 4000 мест для прессы. На тот момент «Республиканский стадион», обновлённый к Олимпиаде-80, входил в десятку крупнейших стадионов Европы. В рамках Летних Олимпийских игр 1980 года здесь состоялись футбольные матчи команд Алжира, Ирака, Испании, Коста-Рики, ГДР, Сирии и Финляндии. Было проведено шесть матчей группового турнира и один четвертьфинал.

### 1992—1999

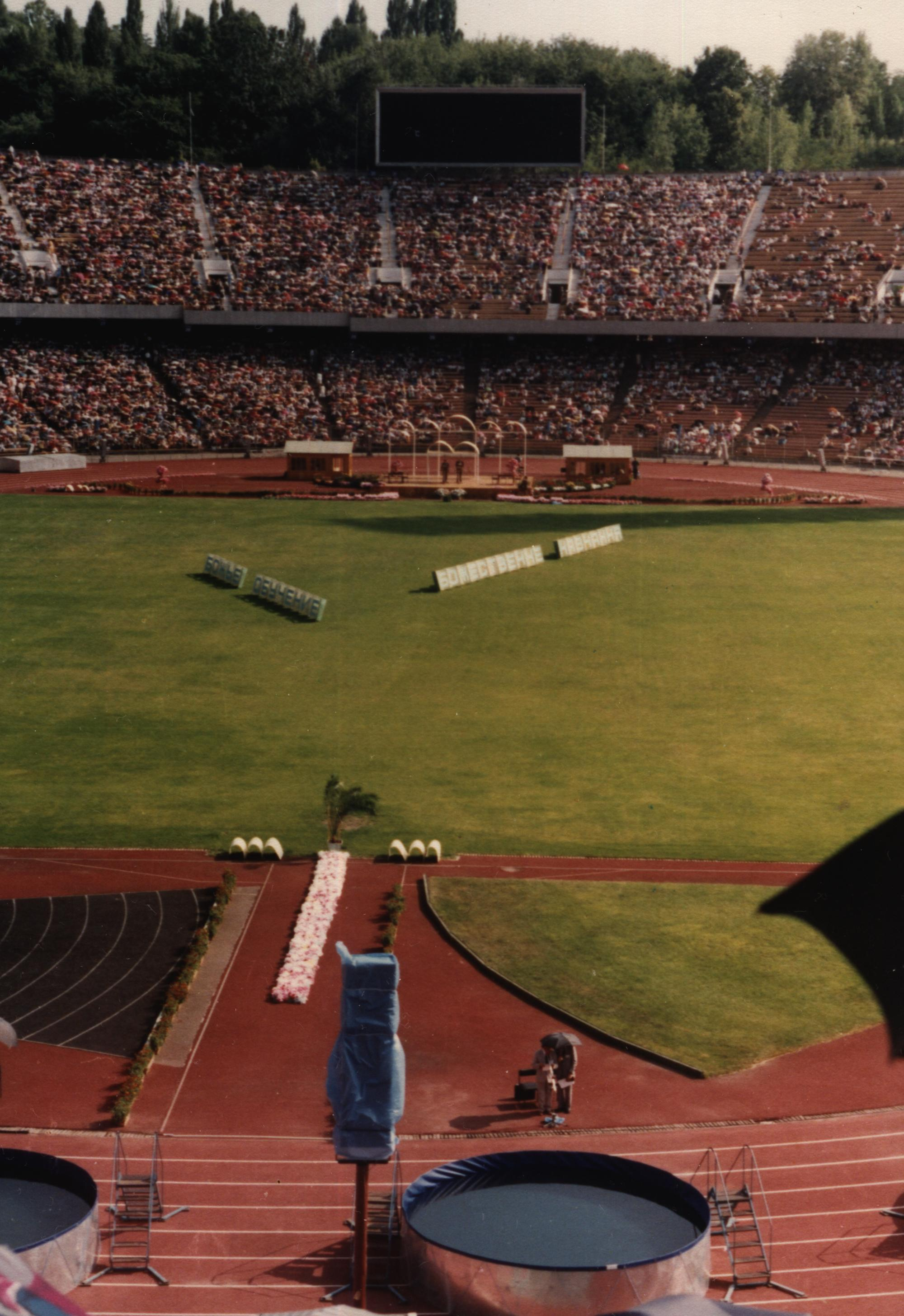
Республиканский стадион, 1993 год

После провозглашения независимости в 1992—1996 годах на территории спортивного комплекса проводилась рыночная торговля (рынок «Патент»), часть его территории отошла к коммерческим структурам. 12 мая 1996 года государственное предприятие «Республиканский стадион» получило статус национального и новое наименование «Олимпийский».
С целью приведения НСК «Олимпийский» к современным международным стандартам в 1998-1999 годах проводилась ещё одна реконструкция стадиона. Были переоборудованы трибуны с посадочных мест лавочного типа на индивидуальные пластиковые сидения. После данной реконструкции общая вместительность стадиона сократилась до 83 450 сидячих мест. Также было заменено покрытие беговых дорожек и секторов на центральном ядре и частично на разминочном поле. На футбольном поле был установлен подогрев и обновлён газон (натуральный травяной).
Вместе с тем качество газона изначально оставляло желать лучшего: по словам главного тренера сборной Украины в 1996—1999 годах Йожефа Сабо, накануне матча 31 марта 1999 года против Исландии поле напоминало огород.
В 2001 году на стадионе был установлен рекорд посещаемости матчей чемпионатов Украины по футболу. На матч «Динамо» (Киев) — «Шахтёр» (Донецк) пришли 73 950 зрителей. Предполагается, что этот рекорд не может быть побит в настоящее время, так как после реконструкции «Олимпийского», оконченной в 2011 году (см. ниже), его вместимость уменьшилась до 70 050 мест; при этом «Олимпийский» остался самым вместительным стадионом Украины.

### 2008—2012

НСК «Олимпийский», вид изнутри

Для подготовки стадиона к ЕВРО-2012, спортивный комплекс потребовалось реконструировать. По первоначальным оценкам реконструкция должна была обойтись государственной казне в 1,37 млрд грн (затем 1,5 млрд грн); в эту сумму включены реконструкция стадиона, спортивных сооружений и прилегающей территории.
7 августа 2008 года государственное предприятие НСК «Олимпийский» подписало договор на выполнение работ по реконструкции стадиона с немецким архитектурным бюро GMP von Gerkan, Marg und Partner.

Данное бюро разработало проект обновлённого НСК «Олимпийский», подобный «Олимпиаштадиону» в Берлине. Особенность предложенного немцами проекта — прозрачная кровля, закрывающая трибуны от дождя из специального мембранного тентового покрытия, что даёт дополнительное преимущество для травяного газона.
Основную часть проекта по адаптации проекта выполнил Александр Владимирович Гусев. Архитектором проекта был выбран Михаил Максимович Макаров (ФЛП «ФлойдПинк»)
К концу 2008 года стоимость реконструкции с учётом падения курса гривны возросла до 2,184 млрд грн.

НСК «Олимпийский», внешний вид

Вместимость футбольного стадиона уменьшили с 83 450 сидячих мест до 70 050 мест за счёт расширения проходов на сектора, ВИП-лож, мест для комментаторов, СМИ и мест для людей с ограниченными возможностями. Над трибунами соорудили навес из материала, накрывший 100 % посадочных мест. Кроме того, увеличен на 15 % наклон нижних секторов, чтобы максимально улучшить обзор игрового поля. На уровне верхних секторов по периметру стадиона построена галерея, по которой дополнительно зрители могут выходить со второго яруса трибун.
В 2010 проект реконструкции «Олимпийского» был изменён и теперь предполагал ликвидацию всех спортивных объектов зимних и летних видов спорта.
Стоимость реконструкции в 2010—2011 году была увеличена более чем в два раза и превысила 4,6 млрд грн (440 млн евро).
Стадион был официально открыт в 21:30 8 октября 2011 года. После введения в эксплуатацию футбольный стадион НСК «Олимпийский» получил наивысший статус от УЕФА. Первый матч на обновлённом стадионе был проведён 11 ноября 2011 года: сборная Украины по футболу встречалась со сборной Германии, матч завершился со счётом 3:3 и собрал аншлаг — 70 000 зрителей.
15 сентября 2016 года стало известно, что стадион станет местом проведения финала Лиги чемпионов УЕФА 2018 года.

### Дизайн
«Для наших концепций актуальны такие руководящие принципы архитектурного проектирования, как простота, разнообразие и единообразие, самобытность, структурный порядок», — рассказал в своём интервью директор компании GMP Мартин Блэкман: «Специалисты иногда называют этот стиль „крайним пуризмом“, [выделяя его] как направление в архитектуре XX века. Он эстетически сочетает простоту и функциональность здания. Мы предложили облагородить здание и одеть его в стеклянный фасад, а сам стадион накрыть уникальной крышей из стекловолокна и сверхпрочной материи. Такое сочетание делает стадион красивым урбанистическим спортивным сооружением Киева».

### Строительство
Строительные работы проводились с использованием новейших технологий и лучших специалистов. В строительстве использовалась экотехнология «Green Stadium», которая предусматривает использование материалов вторичной переработки, вакуумной системы канализации, что позволяет сэкономить большое количество воды, и использование европейской практики сортировки мусора. Вместимость стадиона уменьшилась до 70 050 зрительских мест, но это не мешает ему быть одним из крупнейших стадионов Европы.

### Крыша
В апреле 2011 года начался монтаж крыши Олимпийского — уникальной вантовой системы накрытия. Она сделана из сверхпрочного материала, выдерживающего температуру до +260 °С и является одновременно самоочищающимся. Конструкция включает в себя прозрачные купола — зонтики, которые лучше обеспечивают освещение арены и пропускают солнечный свет на газон. Прочность мембраны крыши составляет 13 т/м². Общая площадь мембранного покрытия составляет 48 000 м². Одновременный подъём почти 800-тонной вантовой системы крыши осуществлялся в течение десяти дней с помощью 160 кранов.

### Газон
В сентябре 2011 года на поле за восемь дней уложили натуральный газон. 800 рулонов с травяным покрытием общей площадью 8395 м² привезли на стадион из Словакии в 10 фургонах с холодильными камерами. Масса каждого рулона площадью 10 м², составила 800 кг. Для его выращивания понадобилось более двух лет.

### Кресла
14 июня 2011 года на арене были смонтированы первые пробные 50 мест из 70 050 кресел. Все сиденья изготовлены из высококачественного огнеупорного материала. Аналогичные кресла установлены на стадионах «Уэмбли» и «Олимпийский» в Лондоне, а также «Соккер Сити» в Йоханнесбурге (Южная Африка). Всего на стадионе предусмотрено шесть типов сидений: стандартные, сиденья для незрячих с дополнительным оборудованием, сиденья для VIP и бизнес-секторов, сиденья для инвалидов и лиц, их сопровождающих, а также сиденья для игроков. Цветовая гамма кресел выполнена в сине-жёлтых цветах.

## После реконструкции
С марта 2011 года, после сноса спортивных объектов, НСК «Олимпийский» не имел действующих спортивных объектов. Открытый позднее футбольный стадион — единственный действующий спортивный объект на всей территории комплекса.

### Открытие после реконструкции

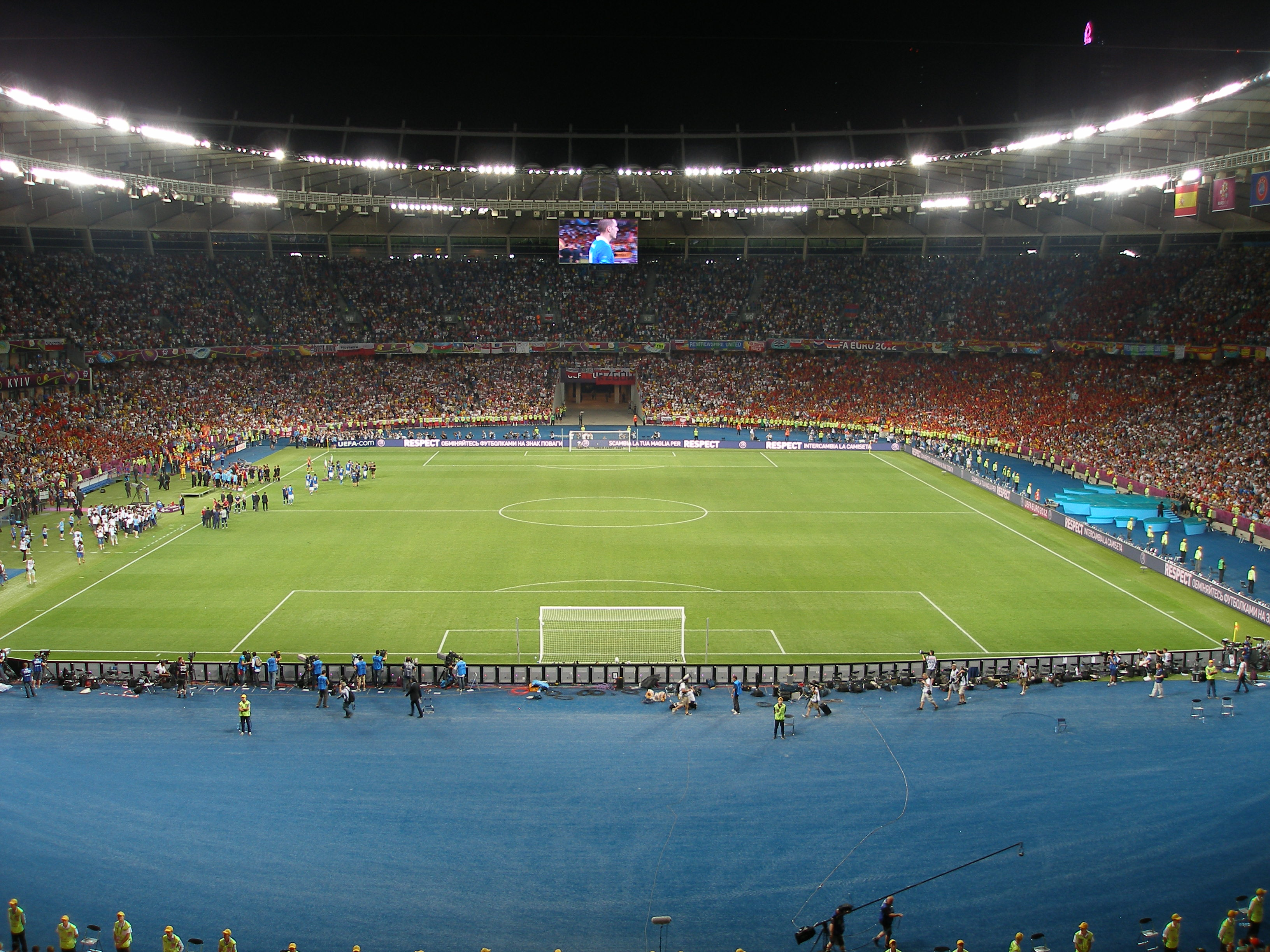
НСК «Олимпийский» перед финальным матчем Евро 2012

Стадион после реконструкции был официально открыт президентом Украины Виктором Януковичем в 21:30 8 октября 2011.
Торжественная церемония открытия началась с представления «История Украины в танцах» с номерами «Праздник поселенцев», «Вогнеглав», «Урожай», «Животворящий крест», «Ярмарка» и «Нечистая сила».
Церемония открытия закончилась почти получасовым фейерверком.
В мае 2012 года прекратил своё существование легкоатлетический СК «Атлет», находившийся на территории НСК «Олимпийский».
С 2012 года футбольное поле «Олимпийского» является домашней ареной футбольного клуба «Динамо». Контракт между дирекцией комплекса и клубом заключён сроком на 5 лет. 18 марта 2012 года на «Олимпийском» был установлен рекорд посещаемости матчей чемпионата Украины по футболу 2011/2012. На матч «Динамо» и «Днепра» пришли 68 014 болельщиков. Этот матч стал вторым по посещаемости в истории чемпионатов Украины. Рекордная посещаемость была также установлена на «Олимпийском», в 2001 году (матч «Динамо» Киев — «Шахтёр» Донецк — 73 950 зрителей).
На новой арене разместили места для особо активных болельщиков бело-синих — 41-43 секторы на 3000 человек; на противоположной стороне — места для болельщиков команды соперника, секторы 1-3 на 1570 мест.

### Первый матч
Первый матч на обновлённом стадионе «Олимпийский» состоялся 11 ноября 2011 года. Это был товарищеский матч между сборной Украины и сборной Германии, закончившийся со счётом 3:3. Матч посетили 70 000 зрителей.

## Евро 2012
Во время чемпионата Европы по футболу 2012 года, проходившего в Польше и на Украине, на стадионе прошли три матча группового этапа, один из четвертьфиналов и финал чемпионата Европы по футболу.

Официальная вместимость НСК «Олимпийский» для матчей Евро-2012 составляла 64 640 зрителей.
Матчи чемпионата Европы 2012 года, прошедшие на стадионе
Время местное
| Дата         | Время | Команда 1 | Счёт               | Команда 2 | Стадия     | Зрители | Голы                                                  | Судья         |
| 11 июня 2012 | 21:45 | Украина   | 2:1                | Швеция    | Группа D   | 64 290  | Шевченко (2 гола); Ибрагимович                        | Джюнейт Чакыр |
| 15 июня 2012 | 22:00 | Швеция    | 2:3                | Англия    | Группа D   | 64 640  | Джонсон (автогол), Мельберг; Кэрролл, Уолкотт, Уэлбек | Дамир Скомина |
| 19 июня 2012 | 21:45 | Швеция    | 2:0                | Франция   | Группа D   | 63 010  | Ибрагимович, Ларссон; —                               | Педру Проэнса |
| 24 июня 2012 | 21:45 | Англия    | 0:0 2:4 (пенальти) | Италия    | 1/4 финала | 64 340  | Джеррард, Руни; Балотелли, Пирло, Ночерино, Дьяманти  | Педру Проэнса |
| 1 июля 2012  | 21:45 | Испания   | 4:0                | Италия    | Финал      | 63 170  | Сильва, Альба, Торрес, Мата; —                        | Педру Проэнса |

## Массовые мероприятия
На стадионе с конца 1980-х годов выступали различные музыкальные коллективы, проводились световые шоу и массовые собрания. Проводился фестиваль «Таврийские игры». Проходили концерты Мадонны, Джорджа Майкла, Шакиры, Red Hot Chili Peppers, Kasabian, Depeche Mode, «Океана Эльзы».
25 июля 2012 года в рамках фестиваля «Tuborg Greenfest 2012» состоялся концерт рок-групп Red Hot Chili Peppers, Kasabian и The Vaccines. На стадионе находилось около 40 000 зрителей.
4 августа 2012 года во время турне «The MDNA Tour» на Украине впервые выступила певица Мадонна, которая собрала на стадионе по разным данным от 31 022 до 60 000 зрителей и установила абсолютный рекорд кассовых сборов на концертах на Украине — $ 4 893 317.
29 июня 2013 года на стадионе выступила британская рок-группа Depeche Mode.
21 июня 2014 года по случаю 20-летия группы выступила украинская рок-группа «Океан Эльзы». Концерт посетили 75823 человека, что сделало его на тот момент самым массовым коммерческим концертом в истории Украины.
18 июня 2016 года снова выступили «Океан Эльзы». Группа побила собственный рекорд, поставленный на этом же стадионе и собрав по предварительным оценкам от 90 до 100 000 поклонников, что является абсолютным рекордом в истории Украины.
6 и 8 июля 2016 года стадион принимал международный рок фестиваль UPark Festival, где на одной сцене выступили группы: американская Red Hot Chili Peppers, британские Muse, Hurts, Nothing but Thieves, My Vitriol, американо-британский коллектив The Kills, финская Poets of the Fall и украинцы The Hardkiss и ШАNA.
23 сентября 2017 года на стадионе выступил исполнитель классической музыки и обладатель уникального тенора, итальянец Андреа Бочелли Архивная копия от 25 сентября 2017 на Wayback Machine.
19 апреля 2019 года стадион принял заключительные дебаты кандидатов второго тура президентских выборов Владимира Зеленского и Петра Порошенко.
24 августа 2021 года в честь 30-летия со дня Независимости Украины на НСК «Олимпийский» прошёл торжественный концерт «Незалежність у нашій ДНК. День Незалежності країни», в рамках которого выступили более 30 исполнителей и групп, таких как София Ротару, Нина Матвиенко, Наталья Могилевская, Океан Ельзи, Тина Кароль, Ирина Билык Тарас Петрененко, ТНМК, Верка Сердючка и другие.

## Рекорды НСК «Олимпийский»
На стадионе «Олимпийский» уже было установлено большое количество рекордов, зафиксированных Национальным реестром рекордов Украины:
- Наибольший герб, созданный с помощью 3D-печати.
- Наибольший 3D-рисунок на горизонтальной плоскости.
- Самое громкое исполнение гимна страны (98 dB).
- Наибольшее количество одновременных подключений WI-FI сети одного оператора.
- Наибольшее количество посетителей футбольного матча, проводимого Лигой Европы.
- Наибольшее количество рекордов в различных категориях на футбольной арене.
- Массовые кардио-интервальные тренировки.
- Наибольшее количество посетителей сольного концерта.
- Самый непрерывный сеанс массажа.

21 марта 2001 года на стадионе был установлен рекорд посещаемости матчей чемпионатов Украины по футболу в матче «Динамо» (Киев) — «Шахтёр» (Донецк) было зафиксировано 73 950 зрителей.
19 марта 2015 года стадион «Олимпийский» стал самым посещаемым стадионом Лиги Европы, в этот день, в матче 1/8 финала киевское «Динамо» играло против английского «Эвертона», на матч пришло 67 553 болельщиков.

## Конкурс песни Евровидение 2017
15 мая 2016 года, после победы украинской певицы Джамалы на конкурсе песни «Евровидение-2016», финал которого прошёл 14 мая 2016 года в Стокгольме (Швеция), городской голова Киева Виталий Кличко предложил использовать для проведения Евровидения-2017 арену стадиона «Олимпийский», но в итоге местом проведения конкурса был выбран Международный выставочный центр.

## Финал Лиги чемпионов УЕФА 2018
15 сентября 2016 года на заседании Исполнительного комитета УЕФА в Афинах НСК «Олимпийский» был выбран местом проведения финального матча Лиги чемпионов УЕФА 2018. Матч состоялся 26 мая 2018 года, где «Реал Мадрид» обыграл «Ливерпуль» со счётом 3:1..

## Инфраструктура
В шаговой доступности от Олимпийского находятся две станции метро — Олимпийская и Дворец Спорта. Инфраструктура стадиона может обеспечить комфортный отдых болельщикам. Для обеспечения питания, на территории стадиона расположены 42 точки быстрого питания.

### Безопасность
В дни проведения матчей и массовых мероприятий для безопасности зрителей работают 250 охранников и 1000 стюардов, которые одновременно следят за порядком и помогают гостям арены. На территории комплекса оборудованы семь пунктов первой медицинской помощи.

### Услуги
НСК «Олимпийский» — это не только футбольная арена, но и многофункциональный комплекс. Возможности стадиона позволяют проводить мероприятия с количеством участников от 10 000 до 100 000. Разнопрофильные помещения «Олимпийского», помимо различных спортивных мероприятий и соревнований, позволяют проводить конференции, переговоры, тренинги, семинары, вечеринки, свадьбы, представления, показы мод, различные светские мероприятия, концерты. В комплекс входят такие залы: «Холл Чемпионов», «Олимпийский дворик», бизнес-залы «Ситиус», «Альтиус», «Фортиус», «Спринт», зона отдыха 1-го уровня и 2-го уровня, а также спортбар.